# Čirůvka masová
Čirůvka masová (Calocybe carnea) je jedlá houba z čeledi čirůvkovitých.

## Synonyma
- Čirůvka nahloučená
- Agaricus carneus Bull.,  (1792)
- Calocybe carnea (Bull.) Kühner,  (1938)
- Lyophyllum carneum (Bull.) Kühner & Romagn.,  (1953)
- Rugosomyces carneus (Bull.) Bon,  (1991)
- Tricholoma carneum (Bull.) P. Kumm.,  (1871)